# 이승준 (영화 감독)
이승준(1971년 ~ )은 대한민국의 영화 감독이다. 서울대학교 동양사학과를 전공하였다. 2018년 공개된 영화 《부재의 기억》은 제92회 아카데미상 단편 다큐멘터리상 후보에 노미네이트되었다.

## 작품 목록
- 《보이지 않는 전쟁: 인도 비하르 리포트》 (2000) - 감독
- 《신의 아이들》 (2008) - 감독
- 《달팽이의 별》 (2008) - 감독, 촬영
- 《얘기해도 돼요?》 (2015) - 감독
- 《달에 부는 바람》 (2016) - 감독, 각본, 촬영, 편집
- 《크로싱 비욘드》 (2018) - 감독, 편집
- 《부재의 기억》 (2018) - 감독
- 《그림자꽃》 (2019) - 감독
- 《그대가 조국》 (2022) - 감독